# أوغست براند
أوغست براند (1863-1930) (بالإنجليزية: August Brand)‏ هو عالم نبات ألماني.